# Dolce vita (Ryan Paris)
Dolce vita è un singolo del cantautore italiano Ryan Paris, pubblicato nel 1983.
La musica è stata scritta da Mattia Forina e Pierluigi Giombini, il testo da Gazebo ed è stata prodotta da Giombini (alias John Bini).
Il video musicale è stato girato a Parigi. Ryan Paris si trova vicino alla statua del maresciallo Joffre al Campo di Marte e sul quai du Louvre con il Pont Neuf sullo sfondo.

## Tracce
7" – NP 117 (Italia)
- Lato A

1. Dolce vita (Vocal) – 4:28

- Lato B

1. Dolce vita (Instrumental) – 4:09

12" – MIX 117 (Italia)
- Lato A

1. Dolce vita (Vocal) – 7:33

- Lato B

1. Dolce vita (Instrumental) – 7:55

## Classifiche

### Classifiche settimanali
| Classifica (1983–1984) | Posizione massima |
| ---------------------- | ----------------- |
| Austria                | 2                 |
| Belgio (Fiandre)       | 1                 |
| Germania Ovest         | 3                 |
| Italia                 | 10                |
| Norvegia               | 2                 |
| Paesi Bassi            | 1                 |
| Svezia                 | 2                 |
| Svizzera               | 3                 |

### Classifiche di fine anno
| Classifica (1983) | Posizione |
| ----------------- | --------- |
| Italia            | 67        |